# East Torrington
East Torrington är en by i civil parish Legsby, i distriktet West Lindsey, i grevskapet Lincolnshire, i England. Byn är belägen 7 km från Market Rasen. East Torrington var en civil parish fram till 1936 när blev den en del av Legsby. Civil parish hade 88 invånare år 1931.